# Mnet
Mnet (acrónimo de Music Network) es un canal de televisión musical surcoreano, propiedad de CJ ENM.

## Programas
- Boys Planet (2023)
- Girls Planet 999 (2021)
- Kingdom (2021)
- I-LAND (2020)
- Road to Kingdom (2020)
- Queendom (2019)
- Produce X 101 (2019)
- Produce 48 (2018)
- Stray Kids (2017)
- Produce 101 (2017)
- Me & 7Men (2016)
- Produce 101 (2016)
- Sixteen (2015)
- I Can See Your Voice (2015 - 2018) (transmisión simultánea con tvN)
- Image Fighter 2013
- Superstar K
- M! Countdown
- 2NE1 TV
- Kara Bakery
- Wonder Bakery
- Girls' (Generation) Goes to School
- Girls' Generation's Factory Girl
- Nicole The Entertainer's Introduction to Veterinary Science
- Boys and Girls Music Guide
- Boyfriend's W Military Academy
- The Voice Kids
- The Voice of Korea Seasons 1 and 2
- Beatles Code Season 2

## Series de televisión
- The Lover (2015)
- Monstar (2013)

## Premios
- Mnet Asian Music Awards
- Mnet 20s Choice Awards